# Dialekt dolnopruski

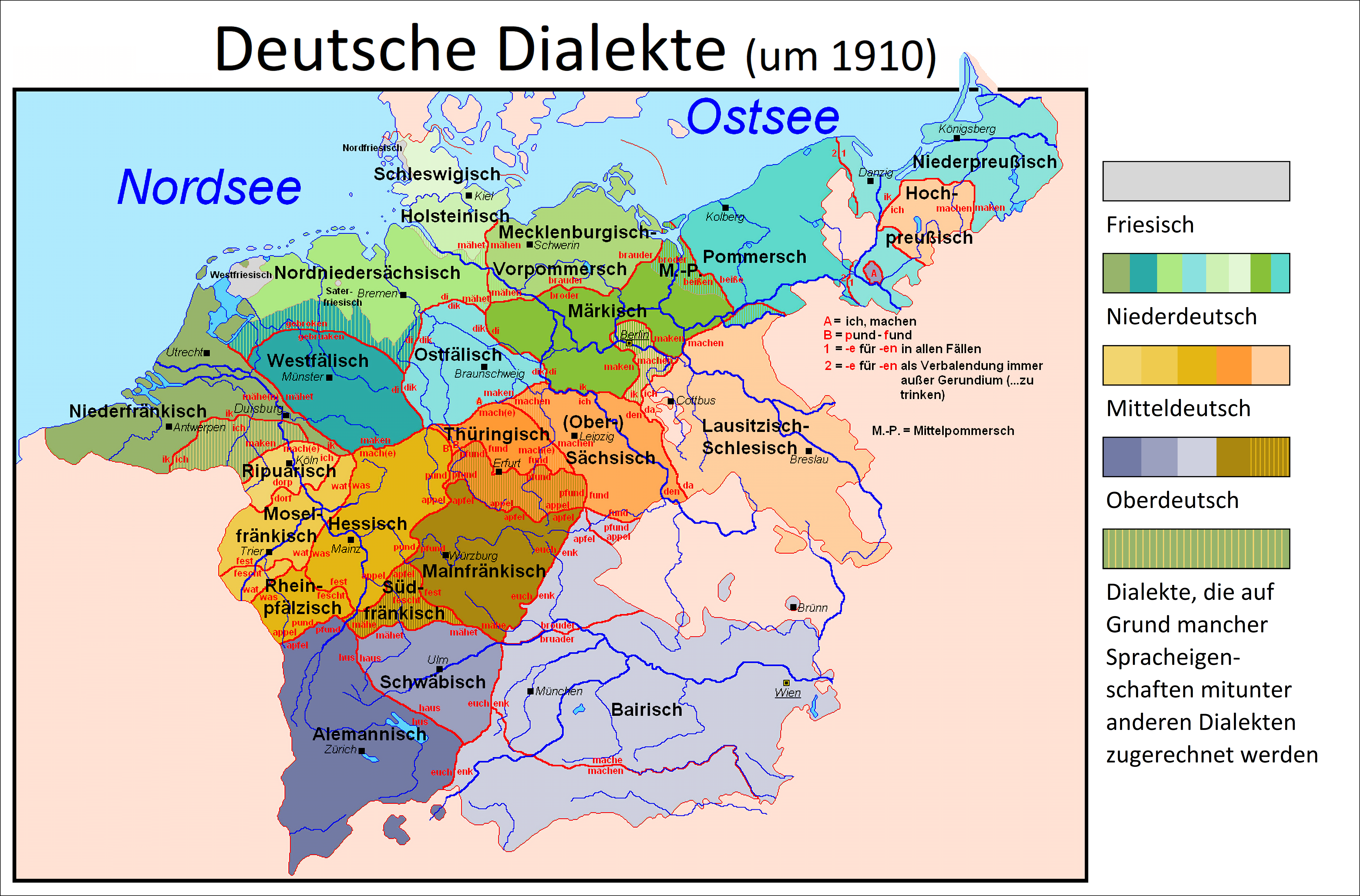
Historyczny zasięg dialektu dolnopruskiego (kolor błękitny w Prusach Wschodnich)

Dialekt dolnopruski (niem. Niederpreußisch) – dialekt języka dolnoniemieckiego powstały na terenie Prus Dolnych, używany głównie na terenie Prus Wschodnich do roku 1945. Wypierał język pruski, czym doprowadził do jego ostatecznego zaniku w XVII wieku. Dzięki dość długiemu występowaniu tych dwóch etnolektów jednocześnie, dolnopruski wzbogacił się o wiele słów pochodzenia bałtyckiego. Przez językoznawców język Plautdietsch uznawany jest za jego odmianę, co oznaczałoby, że dialekt dolnopruski jest wciąż żywy.
Do dolnopruskiego zalicza się następujące grupy gwarowe:
- 1. Übergangsmundart zum Ostpommerschen – dialekt przejściowy ze wschodniopomorskim, używany na zachód od Wisły
- 2. Mundart des Weichselmündungsgebietes – delta Wisły (okolice Gdańska)
- 3. Mundart der Frischen Nehrung und der Danziger Nehrung – Mierzeja Wiślana
- 4. Mundart der Elbinger Höhe – Wysoczyzna Elbląska
- 5. Mundart des Kürzungsgebietes – nad Zalewem Wiślanym, w okolicach Braniewa i Fromborka (północna Warmia)
- 6. Westkäslausch – obszary wokół Pieniężna, na północ od obszaru dialektu wysokopruskiego (północno-środkowa Warmia)
- 7. Ostkäslausch – okolice Reszla i Bisztynka, na wschód od obszaru dialektu wysokopruskiego (południowa i wschodnia Warmia)
- 8. Natangisch-Bartisch – Natangia i Barcja (Prusy Dolne)
- 9. Westsamländische Mundart – zachodnia Sambia
- 10. Ostsamländische Mundart – wschodnia Sambia, obszar między Pregołą a Zalewem Kurońskim
- 11. Mundart des Ostgebietes – tzw. tereny wschodnie, obszar między Niemnem, granicą litewską a Mazurami